# Fritz Löffler

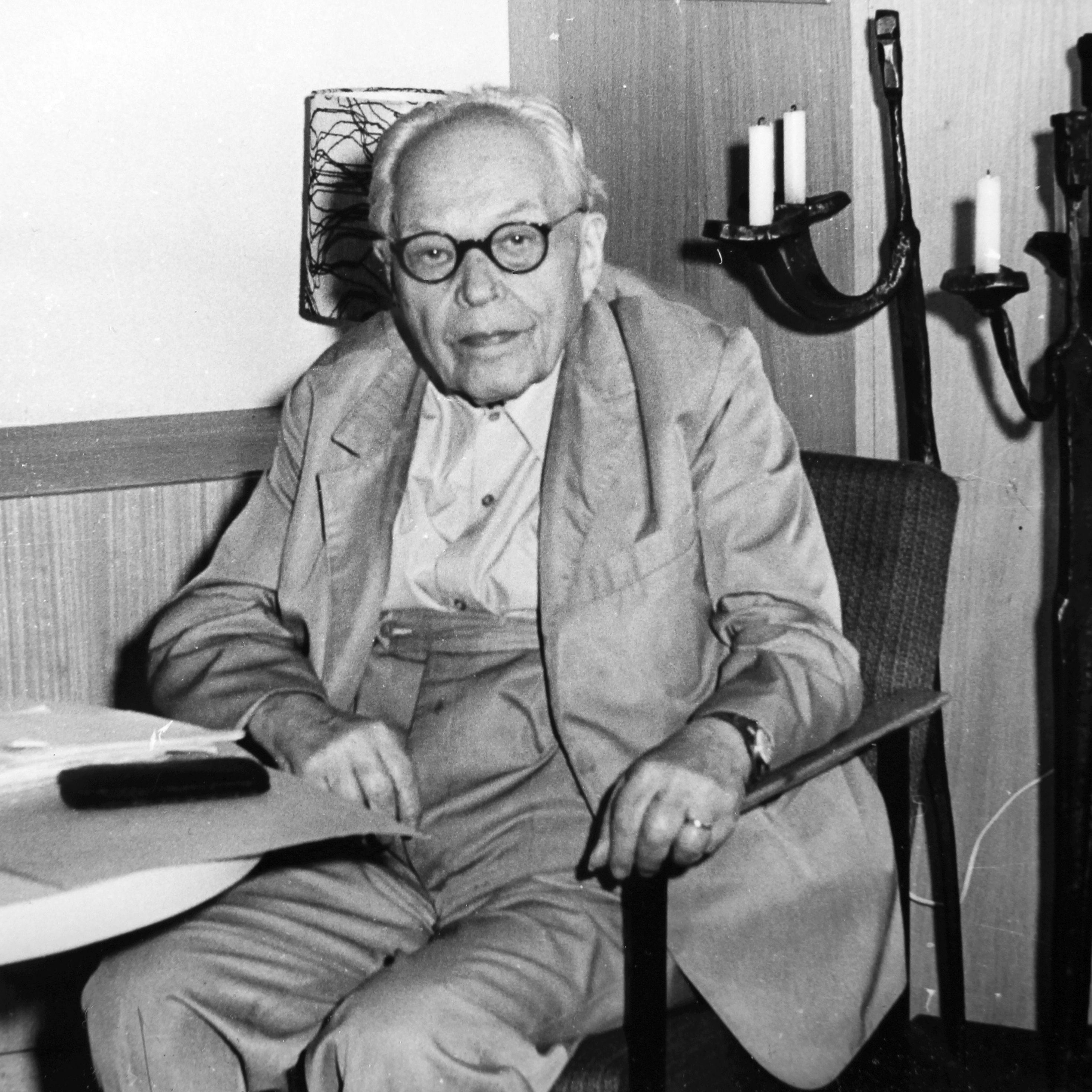
Fritz Löffler ad una serata del club Rossendorfer sul Das Augusteische Dresden il 28 giugno 1983

Fritz Löffler (Dresda, 12 settembre 1899 – Dresda, 15 maggio 1988) è stato uno storico dell'arte tedesco e studioso di letteratura che ha dato un contributo speciale alla conservazione e alla documentazione dei monumenti architettonici della sua città natale.

## Biografia

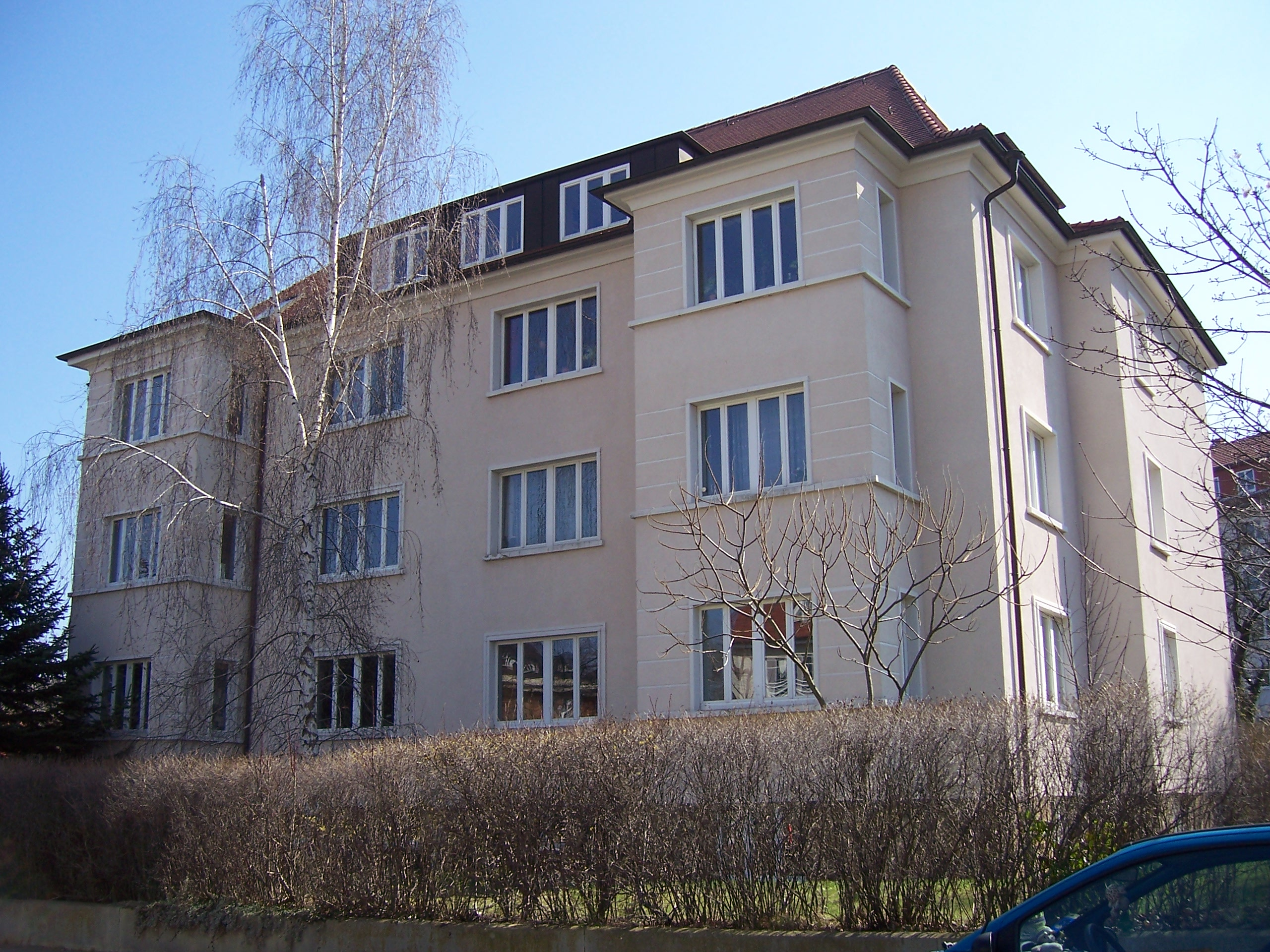
La casa di Fritz Löffler nel sobborgo meridionale di Dresda, dove ha vissuto per 30 anni fino alla sua morte

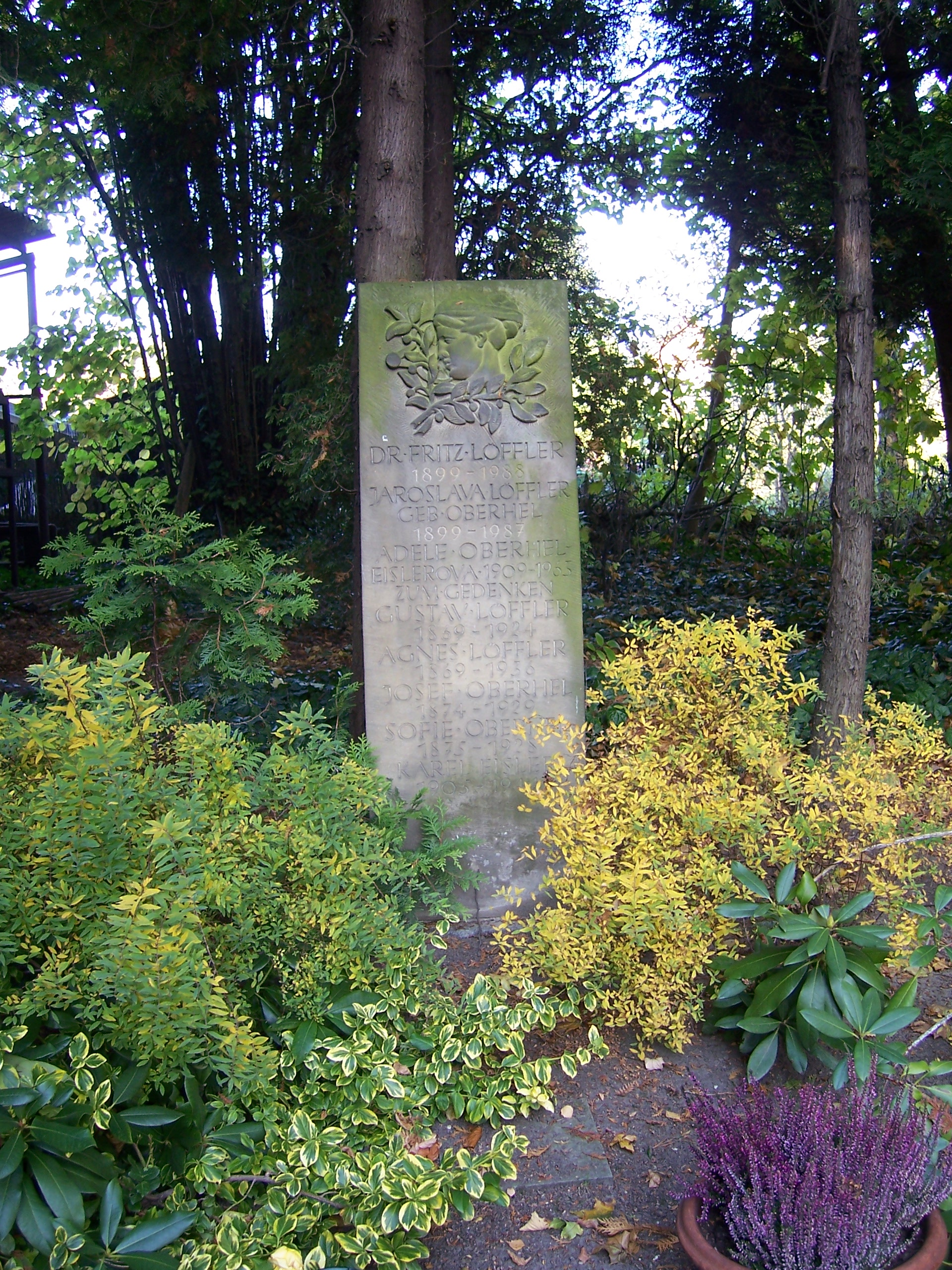
La tomba di Fritz Löffler nel cimitero Outer Plauen di Dresda.

Fritz Löffler nacque nel 1899, figlio di un farmacista. Dopo aver frequentato la scuola elementare e, dal 1910, il König-Georg-Gymnasium di Dresda, nel 1917 venne chiamato alle armi, inquadrato nel Reggimento Artiglieria Reale Sassone e partecipò alla prima guerra mondiale. Dopo la fine della guerra superò la maturità e poi iniziò a studiare storia dell'arte, storia della musica, storia del teatro e archeologia classica alle università di Jena, Berlino, Greifswald, Firenze e Monaco di Baviera. Nel 1927 conseguì il dottorato in tedesco a Monaco di Baviera con la dissertazione L'opera epica di Eduard von Keyserling. Divenne poi assistente al Museo della città di Dresda.
Löffler era interessato alla cultura in molti modi ed era amico di Otto Dix, Hans Theo Richter e Theodor Däubler. Era un sostenitore degli artisti moderni, che aiutò a ottenere opportunità espositive e l'attenzione del pubblico. Tra le altre cose, lavorò come segretario per la Secessione di Dresda nel 1932. Nel 1937 venne licenziato dai nazionalsocialisti per “promozione di sinistra e arte degenerata”, anche se era stato un membro della SA dal 1934 e membro del NSDAP dal 1937. In seguito fu responsabile della letteratura sassone presso l '"Heimatwerk Sachsen" e dal 1939 prestò nuovamente servizio come soldato sul fronte occidentale prima di trasferirsi a Cracovia nel 1942 a causa della persecuzione professionale nella sua patria. Qui organizzò mostre di artisti tedeschi.
Nel 1945, dopo che Dresda fu distrutta dai raid aerei alleati, Löffler tornò al servizio della città e fu quindi responsabile della cura e della restituzione dei tesori artistici evacuati a Bad Muskau, dove vide la fine della guerra. Nel 1947 fu licenziato senza preavviso e senza fornirgli alcuna motivazione. Nel 1946 e 1949 organizzò la 1ª e la 2ª Mostra d'arte tedesca a Dresda.
Löffler lavorò per le collezioni d'arte statali di Dresda fino al 1951 e poi per l'Ufficio statale per la conservazione dei monumenti in Sassonia fino a quando si ritirò nel 1967. Durante questo periodo condusse costantemente una campagna per la conservazione e la ricostruzione delle rovine architettonicamente e storicamente significative della città. Anche dopo il suo ritiro, continuò a lavorare come scrittore e giornalista e, tra le altre cose, pubblicò monografie sugli artisti di Dresda del XX secolo, come Otto Dix, Josef Hegenbarth, Johannes Beutner e Bernhard Kretzschmar. Il suo lavoro più importante è stato Das alten Dresden, che è apparso per la prima volta nel 1955 ed era già alla sua 16ª edizione nel 2006. In esso, Löffler traccia in dettaglio lo sviluppo architettonico di Dresda fino al 1945. Nel 1983 è stato insignito del Martin Andersen Nexö Art Prize della città di Dresda, "per i risultati eccezionali nel campo delle belle arti, della letteratura e della musica".
Löffler morì a Dresda nel 1988 e trovò la sua ultima dimora nel cimitero Outer Plauen. I suoi scritti sono conservati nello SLUB di Dresda. Löffler ha lasciato le opere d'arte in suo possesso alle collezioni statali d'arte. Di fronte al suo appartamento, in Liebigstrasse 29, dove Löffler visse per circa 30 anni, una targa lo ricorda oggi. È stata realizzata da Wieland Förster in occasione dei 100º compleanno dalla nascita nel 1999. Porta la citazione di Theodor Däublers "Il mondo riconcilia e soffoca lo spirito".

## Attività

### Il conservatore di monumenti Fritz Löffler

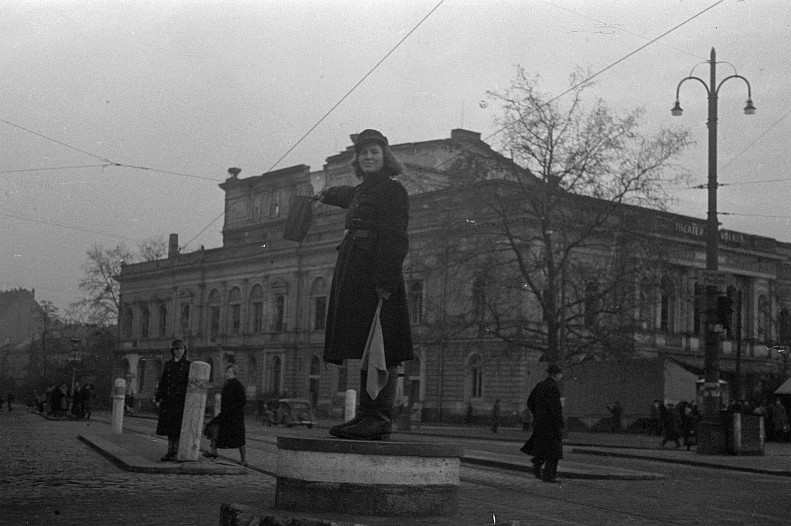
Rovine dell'Albert Theater, 1947

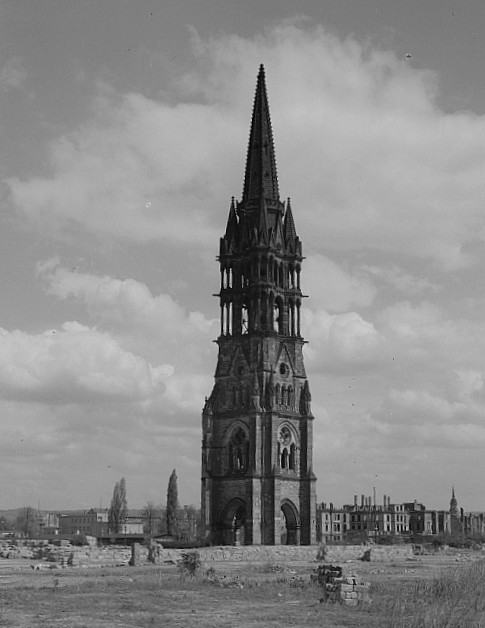
Torre della chiesa di San Giovanni, 1951

Insieme all'Istituto per la conservazione dei monumenti, Löffler condusse costantemente una campagna per la conservazione e la ricostruzione delle rovine di edifici storici come lo Zwinger, il Castello di Dresda e la Frauenkirche. Per questo fu bollato dai governanti socialisti e, soprattutto, dal sindaco di Dresda Walter Weidauer, come un "detrattore della politica culturale socialista", ma allo stesso tempo era conosciuto anche oltre i confini nazionali attraverso le sue pubblicazioni. Mentre alcune rovine poterono essere salvate dalla demolizione, in altri casi i suoi sforzi furono inutili.
Tra le altre cose, fece una campagna per la conservazione dell'Albert Theater, che considerava uno dei pochi edifici rimasti dalla fine del XIX secolo e quindi inteso "come testimonianza" dell'architettura dell'epoca. Il teatro, le cui mura esterne si erano conservate dai bombardamenti, venne demolito nel 1950.
Quando i rappresentanti del dipartimento dell'edilizia della città di Dresda vollero decidere, con breve preavviso, sulla demolizione della torre quasi intatta della Johanneskirche, nel 1952, Löffler non venne interpellato e protestò immediatamente contro la decisione. La sua protesta portò alla sospensione della demolizione. Poiché, tra le altre cose, l'ufficio ecclesiastico regionale non poteva coprire i costi per la manutenzione del campanile della chiesa, la torre della Johanneskirche fu fatta saltare in aria all'inizio di aprile del 1954.
Löffler vedeva il compito della conservazione dei monumenti come "portare i valori artistici tradizionali nel modo più espressivo possibile ad un effetto vivido". Ciò significava la conservazione o il restauro degli edifici nel loro stato originale senza aggiunte moderne. Löffler si oppose quindi, ad esempio, al restauro degli interni della Kreuzkirche nella versione neobarocco-Art Nouveau che la chiesa aveva ricevuto dal 1900.

### Come cronista e "La vecchia Dresda"
Löffler è considerato un "cronista della storia dell'arte di Dresda" con opere come Das alten Dresden e Der Zwinger.
L'opera principale di Löffler, Das alten Dresden, venne pubblicata per la prima volta nel 1955 ed è stata pubblicata per la sedicesima volta nel 2006. La creazione del libro venne ispirata dall'Istituto di teoria e storia dell'architettura, un dipartimento della German Building Academy (East). Il pittore e fotografo Edmund Kesting doveva occuparsi delle illustrazioni. In origine, tuttavia, diversi autori avevano progettato di tracciare uno schema della storia degli edifici di Dresda, tenendo conto del legame con la cultura popolare. Venne incaricato del progetto il Sachsenverlag di Dresda, tuttavia, si preoccupò subito quando divenne chiaro che Löffler sarebbe stato l'unico autore del libro e riferì a Berlino che Löffler avrebbe sicuramente fatto un ottimo lavoro, ma che poi avrebbero fatto il loro " controllare molto attentamente". La collaborazione con Kesting si concluse, il conservatore del monumento di stato Joachim Uhlitzsch ritirò il suo sostegno e Fritz Löffler prese in mano l'incarico. L'Istituto di Teoria e Storia dell'Architettura sostenne fortemente il progetto e sottolineò al Presidente della Bauakadamie la possibile vendita in Germania Ovest. Il Sachsenverlag, l'8 marzo 1955, chiuse un contratto con Löffler come unico autore.
Con l'aiuto collegiale dei conservazionisti e il sostegno della Deutsche Fotothek, Löffler, che aveva anche assunto la selezione del materiale delle immagini, fu in grado di finire il libro quello stesso anno. Ne furono stampate 17.000 copie sulle 20.000 originariamente previste. Il libro riscosse un grande interesse, in particolare a Dresda, e già nel 1956 fu pubblicata una seconda edizione di 13.000 copie. La qualità tecnica del lavoro venne ufficialmente riconosciuta, ma allo stesso tempo Löffler fu accusato di aver consegnato solo una “indagine formale-scientifica” che “non era in grado di [...] approfondire il problema del collegamento tra questi fatti e lo sviluppo sociale”. Nel libro di Löffler, secondo la leadership del partito di Dresda, mancava un atto d'accusa contro “gli incendiari che oggi fanno armamenti nucleari nella Germania occidentale." 
Nonostante queste critiche, Das alten Dresden riuscì ad apparire con una nuova edizione nel 1958, ampliata da 411 a 426 pagine. Fu solo nel 1962 che fu pubblicata la quarta edizione per la quale ci furono serie controversie tra l'editore e la Zentrales Druckerei, società di acquisto e revisione della SED, che non voleva più rendere disponibile la carta per la stampa. Sia l'editore che Löffler presentarono un reclamo al Ministero della Cultura, che non era stato informato, in modo che la quarta edizione potesse ancora apparire. Sachsenverlag trasferì poi la pubblicazione a VEB E. A. Seemann, Buch- und Kunstverlag Leipzig, che stampò la quinta edizione nel 1966. Questa edizione venne stampata anche se la politica di Dresda sotto il sindaco Weidauer aveva descritto il lavoro di Löffler come “dannoso per la politica culturale della città."
Dopo una lunga pausa, dovuta anche alla difficile collaborazione di Löffler con l'editore, nel 1982 fu pubblicata un'edizione di 25.000 copie. Il 40% di queste era destinato all'esportazione. Löffler non aveva fatto concessioni riguardo all'inclusione di formule socialiste. Il rapporto di un editore sulla sesta edizione affermava: “Naturalmente, il desiderio che l'autore incorporasse anche alcune affermazioni su fatti e sviluppi economici e storico-sociali nel quadro sociale generale [...] doveva rimanere insoddisfatto."
Nel 1990 è apparsa la decima edizione della "vecchia Dresda" e fino al 2006 il libro è stato pubblicato altre sei volte. Le edizioni pubblicate dopo la morte di Löffler furono ampliate solo per includere un elenco di strade rinominate, e la cronaca aggiunse solo la storia più recente degli edifici descritti. Per il resto la sua opera è rimasta invariata anche in bibliografia. Il curatore statale sassone Gerhard Glaser lo ha giustificato come segue:
(Gerhard Glaser)

## Controversie politiche
L'impegno di Löffler per la conservazione della Sophienkirche lo mise in conflitto con i governanti socialisti. Löffler si era creato un nemico, soprattutto nel sindaco Walter Weidauer, che lo screditò pubblicamente. Alla 4ª riunione del consiglio comunale SED di Dresda, nel 1958, Weidauer attaccò personalmente Löffler:
(Walter Weidauer, 1958)
Nel 1959 Löffler informò l'ufficio ecclesiastico regionale dell'imminente demolizione della Sophienkirche, che inizialmente poteva essere impedita con una nota di protesta all'ufficio municipale. Nonostante le proteste internazionali, la Sophienkirche fu demolita nel 1962/1963.
Weidauer, del quale è stata tramandata la frase "La Dresda socialista non ha bisogno né di chiese né di facciate barocche", e Löffler, furono coinvolti in controversie dalla fine degli anni 1940, per esempio Weidauer attaccò Löffler nel 1958 durante una riunione del consiglio comunale. Nel 1957 Löffler pubblicò il suo saggio 250 Jahre Dresdner Gemäldegalerie, in cui ringraziava Hubert Ermisch per il suo impegno nel preservare l'edificio di Semper. Disse "l'edificio bruciato è un punto di riferimento per gli amanti dell'arte di tutto il mondo, [...] perché, ignorandone il significato, [dovrebbe] essere sacrificato al piccone?". Weidauer descrisse la testimonianza di Löffler come "diffamazione [diretta] solo contro il nuovo stato e la sua leadership e contro l'amministrazione militare sovietica dell'epoca. Non c'è nulla di vero in merito.“  I risultati di oggi dimostrano che Löffler aveva ragione, di essersi rivolto a Otto Grotewohl per la diffamazione. A Weidauer venne chiesto di commentare. Egli riferì che Löffler aveva fatto commenti sprezzanti sulla ricostruzione di Dresda e disse, tra le altre cose, che gli americani avevano distrutto Dresda e che i "nuovi padroni" avevano distrutto Dresda.  Löffler dovette affrontare una discussione durata diverse ore nel municipio di Dresda, nella quale si rammaricò di essere stato frainteso e dovette comunque ripeterlo per iscritto più tardi prima di una riunione dei consiglieri. Lo vedeva come un "degrado della mia persona" pianificato dall'inizio e riassunto nel giugno 1958:
(Fritz Löffler, giugno 1958)
L'ultima controversia pubblica tra Weidauer e Löffler ebbe luogo nel 1966 in relazione al libro di Löffler Das alten Dresden. Löffler venne attaccato pubblicamente anche dal sindaco Gerhard Schill. Le discussioni con Weidauer si conclusero solo con la sua morte nel 1986, quando Löffler commentò "Il mio acerrimo nemico se ne è andato".

## Apprezzamento

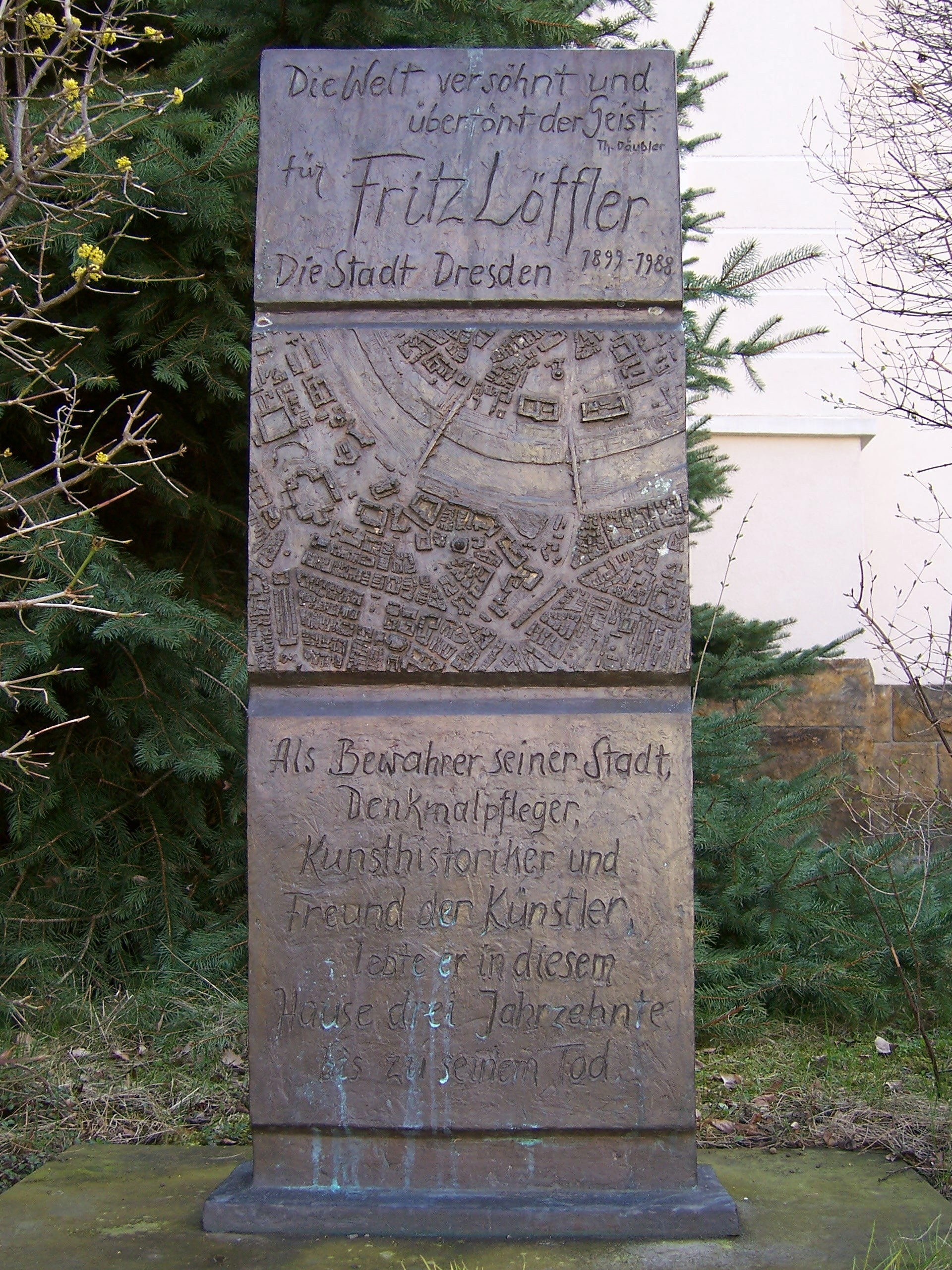
Targa commemorativa di Wieland Förster davanti alla casa di Fritz Löffler a Dresda

Nel 1993, la Juri-Gagarin-Strasse di Dresda è stata ribattezzata Fritz-Löffler-Strasse. Löffler ha anche dato il nome a Fritz-Löffler-Platz e al Fritz-Löffler-Gymnasium, che è stato chiuso nel 2007. La strada, la piazza e la scuola si trovano nel sobborgo meridionale di Dresda, dove si trova ancora oggi l'ex casa di Löffler. Nel quotidiano "Dresdner Neueste Nachrichten" è stato indicato, nel 2000, come uno dei "100 più importanti cittadini di Dresda del XX secolo.

## Descrizione di Löffler nelle belle arti (selezione)
- Sigrid Artes: Dr. Löffler auf seinem letzten Krankenlager (Lithografie, 1988)[12]
- Otto Dix: Dr. Fritz Löffler (Lithografie)[13]
- Ernst Hirsch: Dr. Fritz Löffler am Schreibtisch in seiner Wohnung (Fotografie, 1979; im Bestand des Dresdener Kupferstichkabinett Dresden)[14]
- Bernhard Kretzschmar: Bildnis Dr. Löffler (Tafelbild)[15]
- Hans Theo Richter: Dr. Löffler (Kreidezeichnung, 1969)[16]
- Charlotte Sommer-Landgraf:  Porträt Dr. Löffler (Büste, Bronze, 1985)[17]

## Pubblicazioni (selezione)
- - 1928: Das epische Schaffen Eduard v. Keyserlings (dissertazione)
  - 1936: Das Körnerhaus in Dresden
  - 1938: Sächsische Köpfe im zeitgenössischen Bild (con Gert Adriani e Franz Schubert)
  - 1951: Schloss und Park Pillnitz
  - 1955: Das alte Dresden. Geschichte seiner Bauten
  - 1957: Der Zwinger: ein Denkmal des Dresdner Barock
  - 1959: Josef Hegenbarth
  - 1960: Otto Dix. Leben und Werk
  - 1964: Hans Jüchser: Bildnis eines Künstlers
  - 1968: Dresdner Bilderbuch (illustrazioni di Ernst Hassebrauk)
  - 1971: Ida Bienert und ihre Sammlung
  - 1972: Dresden, so wie es war
  - 1973: Die Stadtkirchen in Sachsen
  - 1976: Die Kreuzkirche zu Dresden
  - 1976: Der Zwinger in Dresden
  - 1978: Dresden (Stadtkreis). In: Schicksale deutscher Baudenkmale im Zweiten Weltkrieg. Eine Dokumentation der Schäden und Totalverluste auf dem Gebiet der DDR. Hrsg. Götz Eckardt. Henschelverlag, Berlin 1978. Band 2. pp. 372–443
  - 1979: Ernst Hassebrauk (1905–1974)
  - 1979: Hans Theo Richter, Zeichnungen
  - 1979: Paul Wilhelm, ein Greizer Maler
  - 1981: Otto Dix 1891–1969. Œuvre der Gemälde
  - 1984: Die Frauenkirche zu Dresden
  - 1985: Bernhard Kretzschmar
  - 1986: Otto Dix. Bilder zur Bibel und zu Legenden, zu Vergänglichkeit und Tod
  - 1986: Otto Dix und der Krieg
  - 1987: Johannes Beutner